# Grand Châtelet de Paris

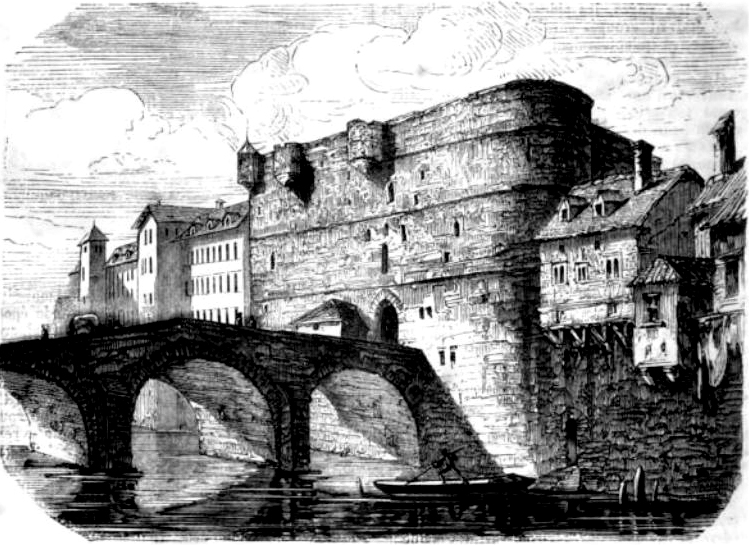
Le Petit Châtelet de Paris.

O Grand Châtelet de Paris foi uma fortificação de Paris.
Desde o século IX, a Île de la Cité, em Paris, era cercada de muralhas ladeadas de torres irregulares, feitas de madeira. Duas pontes davam acesso à cidade — uma ao norte, onde atualmente fica a Pont au Change, e outra no meio, onde atualmente fica a Petit-Pont. As cabeças dessas duas pontes já eram então (ou talvez muito antes) defendidas por duas fortificações (châtelets). A do norte, chamada le grand Châtelet e a do sul, le petit Châtelet.

## Ogrand Châtelet

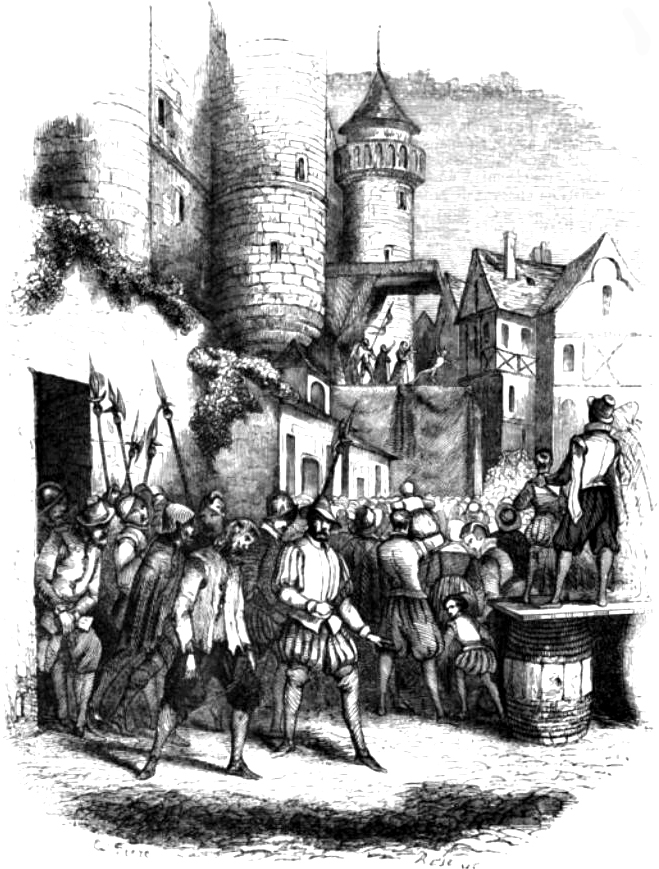
O Grand Châtelet de Paris.

Acredita-se que este antigo castelo, situado na margem direita do Sena, tenha sido construído à época de Júlio César ou sob o imperador Juliano. Era defendido por várias torres e contornado por fossos profundos, alimentados pelas águas do Sena. Os normandos atacaram sem êxito a fortaleza em 886, após o que, ela foi reconstruída em pedra.
Relatos de diferentes historiadores revelam que, no reino de Luís VIII (1187–1226), a edificação era chamada Châtelet du roi ("Pequeno castelo do rei").
Quando Filipe Augusto (1165–1223), rei dos Francos, ampliou o perímetro de Paris, a fortaleza se tornou inútil para a defesa da cidade. Foi então utilizada como sede da jurisdição do prebostado de Paris, órgão encarregado do policiamento e da justiça criminal, incluindo prisões e salas de tortura — a Cour du Châtelet.
No reino de São Luís, o grand Châtelet foi reformado e consideravelmente ampliado. Os condes de Paris lá habitaram até o fim do século XII, quando foram substituídos pelos prebostes dos mercadores. 
Em 12 de junho de 1418, durante a guerra civil entre Armagnacs e Borguinhões, os Borguinhões cercaram o grand e o petit Châtelet, massacrando todos os prisioneiros que lá estavam. Seus corpos, jogados do alto das torres, eram recebidos embaixo pelas pontas das lanças. Estima-se que esta matança tenha resultado em quatro mil vítimas, todas pertencentes à facção dos Armagnacs.